# Красна весна (гай)
Гай «Красна весна» (рос. Красная весна), також «Весна» або Краснокутський гай — лісопарковий масив насаджень, який розташований на захід від житлових кварталів Новочеркаська Ростовської області. Неподалік від гаю розташований мікрорайон «Черемушки». «Червона гай» — пам'ятка природи місцевого значення згідно з рішенням № 87 обласної ради Ростовської області від 22.04.1992 року. Володіє природоохоронною, культурною і рекреаційною цінністю.

## Історія
Перші насадження з'явилися тут у 1880 році. На честь отамана гай отримав назву Краснокутського. У 1913 році тут відкритий санаторій для лікування людей, хворих на туберкульоз. В радянські часи назва гаю змінилася, його стали називати «Червона весна». У 1940-х роках чисельність дерев у гаю значно зменшилася через вирубку. У 1942-1943 роках на цій території знаходилося кладовище військовослужбовців з Румунії і Німеччини. Спочатку площа гаю становила 50 га, зараз територія зменшилася і станом на 1992 рік залишилося 44 гектари природоохоронної території. В гаю розташовується пам'ятник воїнам-афганцям. У 2012 році вивчено стан лісопаркового масиву.У 2014 році міською владою Новочеркаська організовані суботники, в ході яких відремонтували сходи, пішохідні доріжки, встановили лавочки і привели в порядок вуличне освітлення. Висаджено 60 кущів ялівцю і змонтовані поливальні системи для клумби, яка знаходиться на території гаю. Перед пам'ятником воїнам-афганцям встановили вічний вогонь і гармати. Для дорослих відвідувачів парку облаштували два спортивні майданчики, для дітей — дитячий ігровий майданчик. У 2015 році проведені роботи по відновленню гаю. Відремонтований вхід на територію.

## Опис
На території природоохоронної зони, ясен представлений двома видами — ясенем ланцетним і ясенем звичайним. У цій місцевості росте дуб черешчатий, в'яз гладкий і в'яз приземкуватий, також зустрічається гледичія триколючкова. Росте акація біла, алича, сосна, терен, черемха, глід, клен, в'яз, тополя, слива звичайна.
Підлісок гаю представлений бузиною чорною (лат. Sambucus nigra), караганою деревовидною (лат. Caragana arborescens) і скумпією шкіряною (лат.Cotinus coggygria). Багатьом деревам, які тут ростуть, завдано збитків шкідниками, хворобами і вирубкою. Серед шкідників найбільше представлені такі види, як непарний шовкопряд і листокрутка глодова.
Станом на 2012 рік пересуватися по території гаю складно через сильну загущеність. Знаходиться в поганому санітарному стані, на території зустрічається сміття, зламана деревина, у великій кількості представлені густі зарості. Дослідники зробили висновок, що для поліпшення стану гаю, необхідно провести ландшафтні рубки, за допомогою яких сформується лісопарковий ландшафт. «Червона весна» вважається єдиною великою парковою територією Новочеркаська. Але на її благоустрій не завжди виділяли гроші, через що алеї не були асфальтовані, а територія парку могла бути місяцями захаращена сміттям.

## Галерея

Галерея
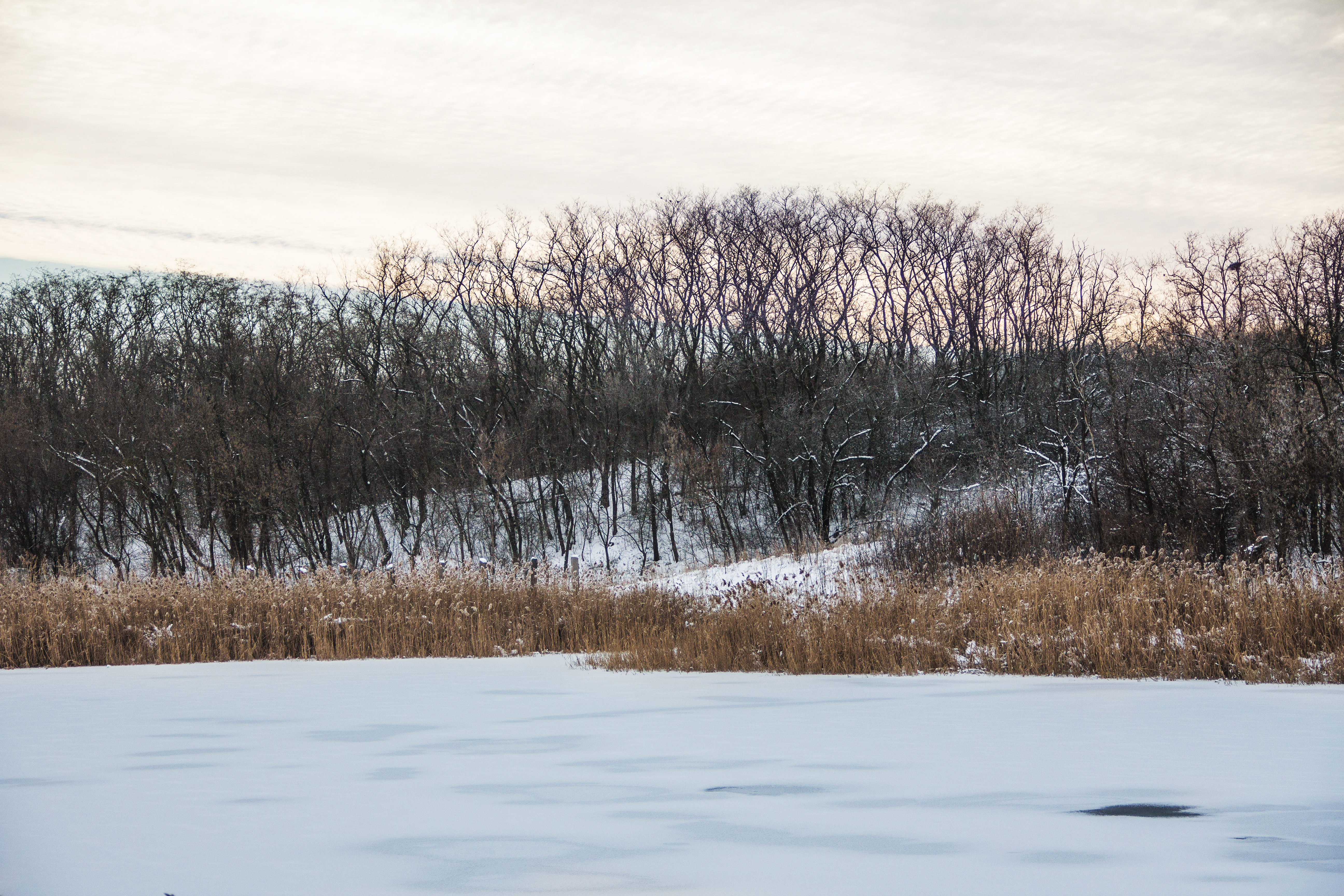
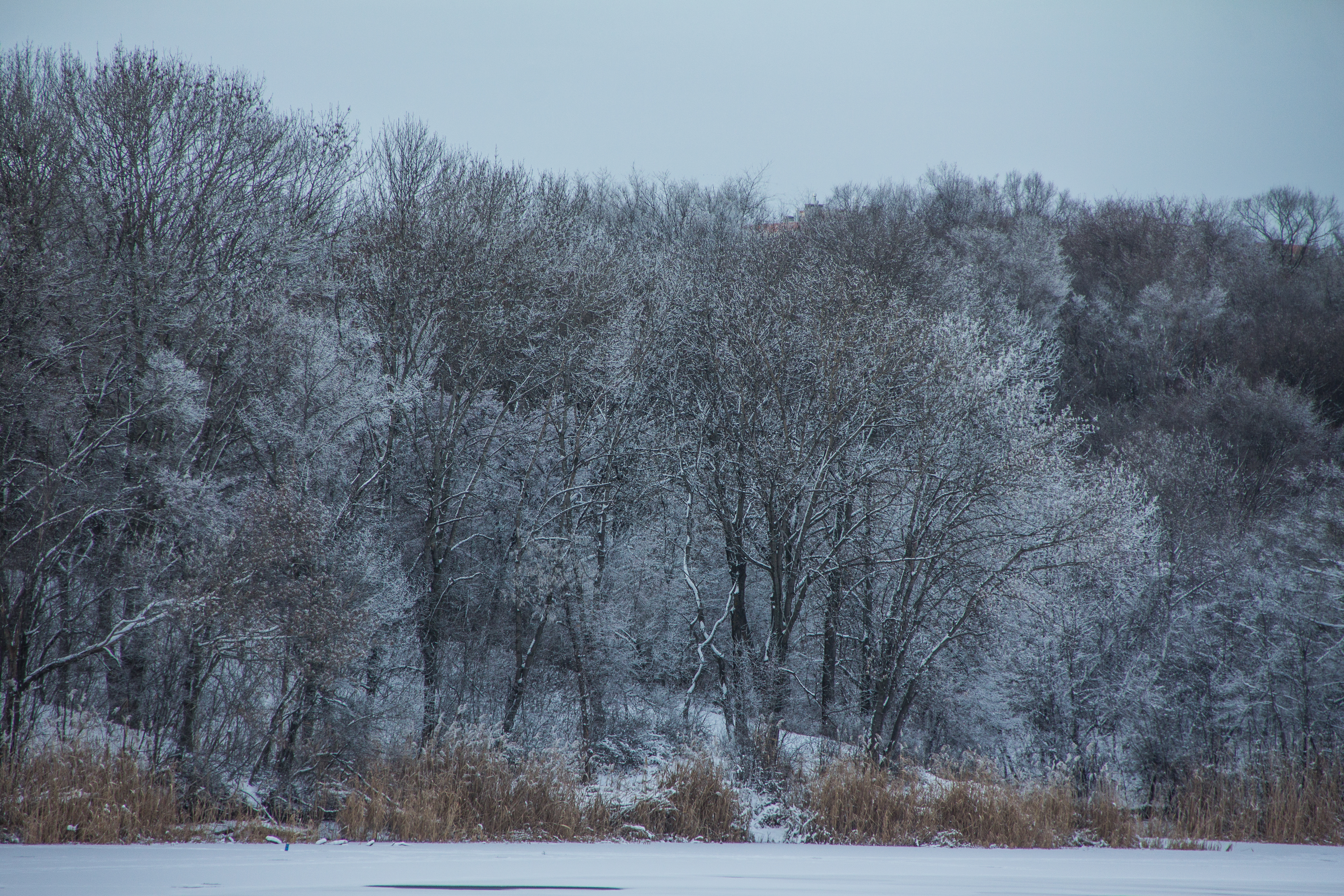
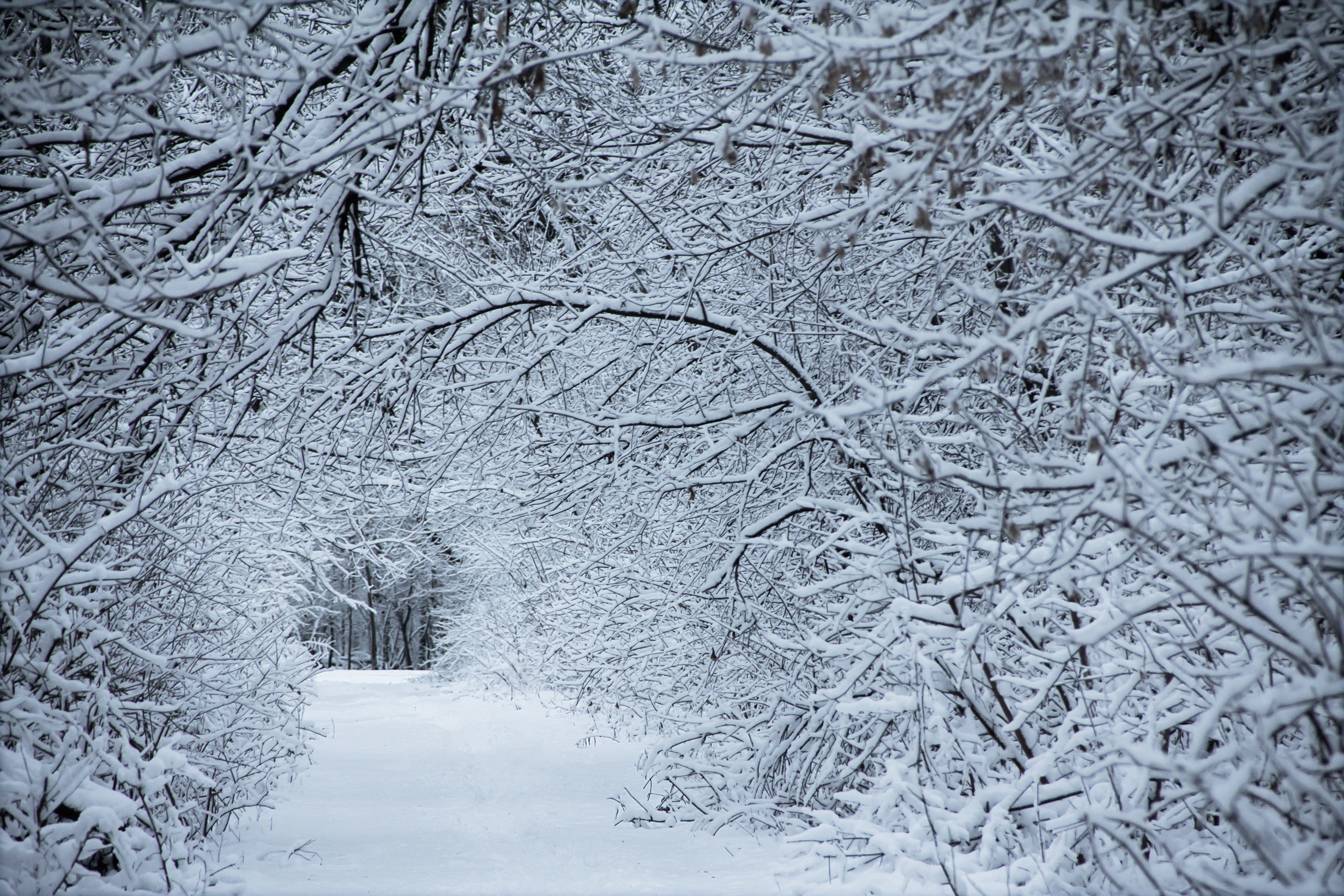
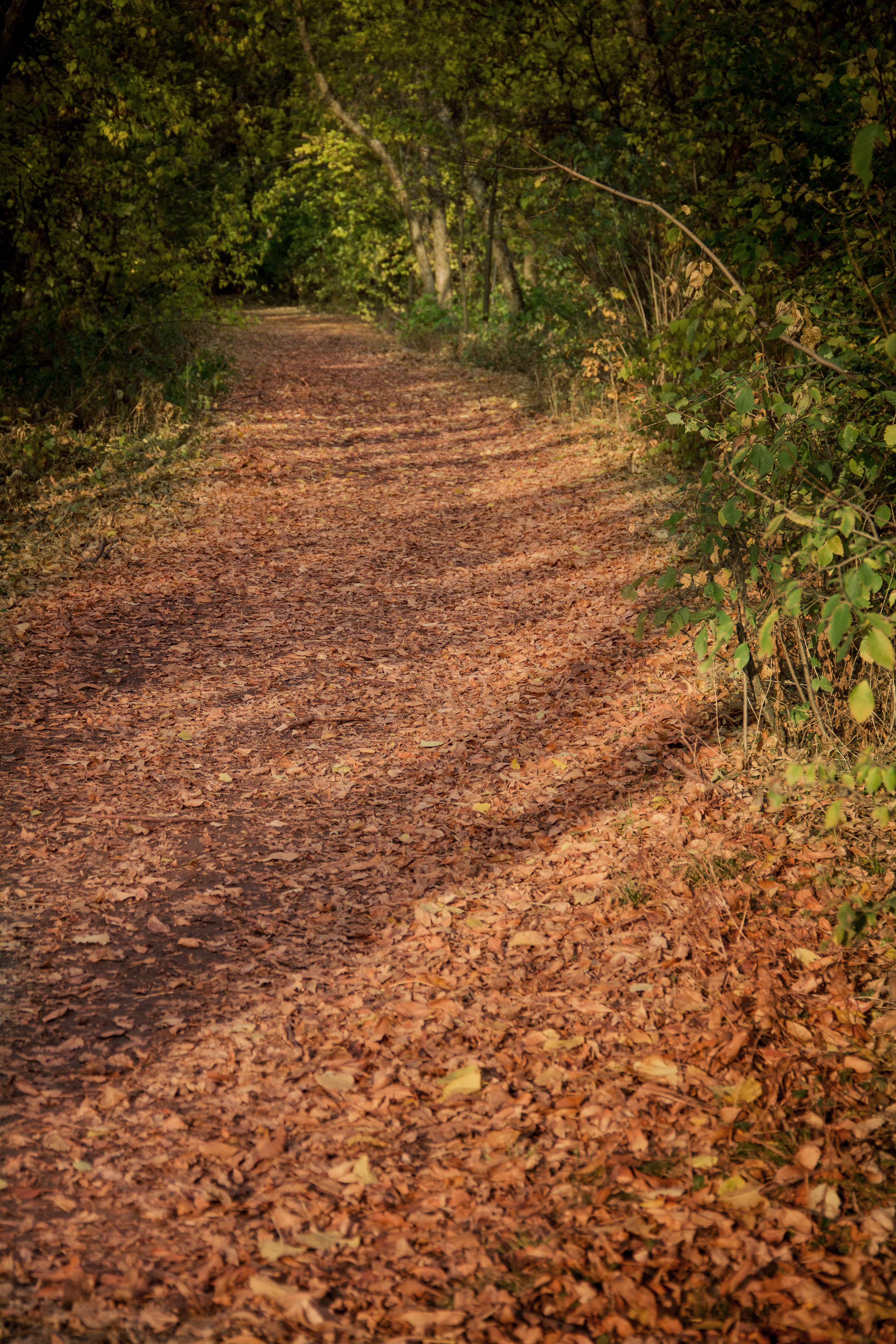
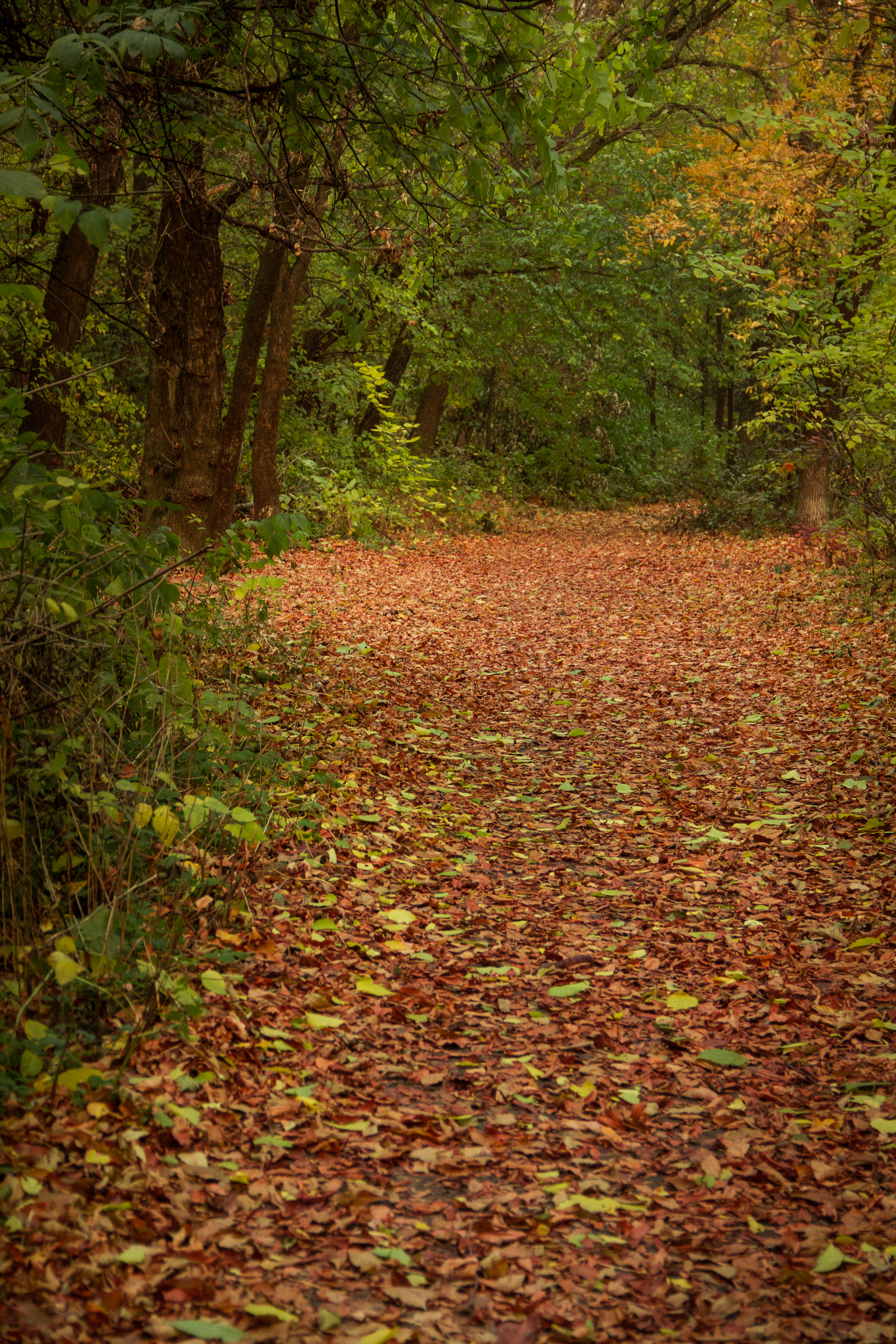
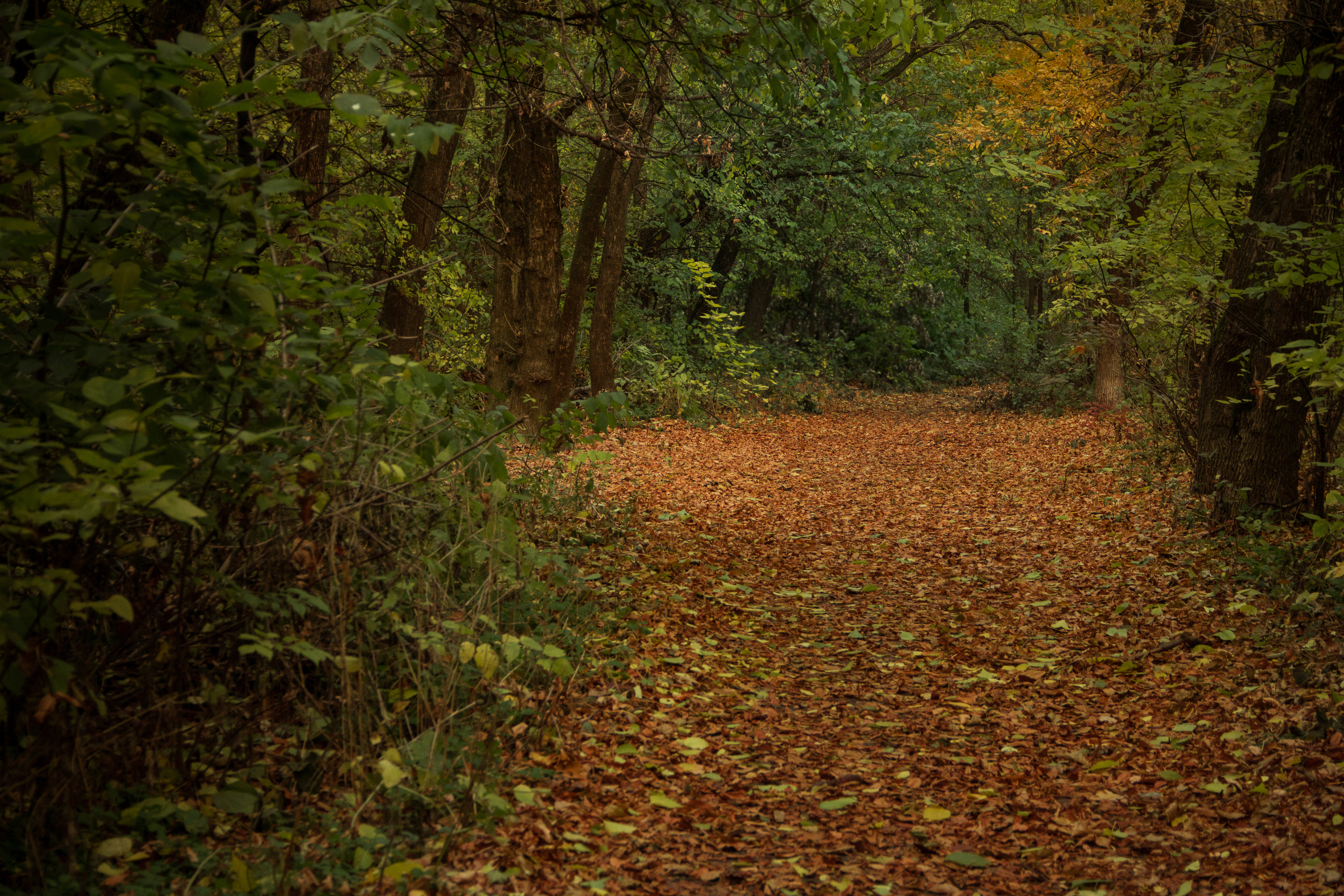
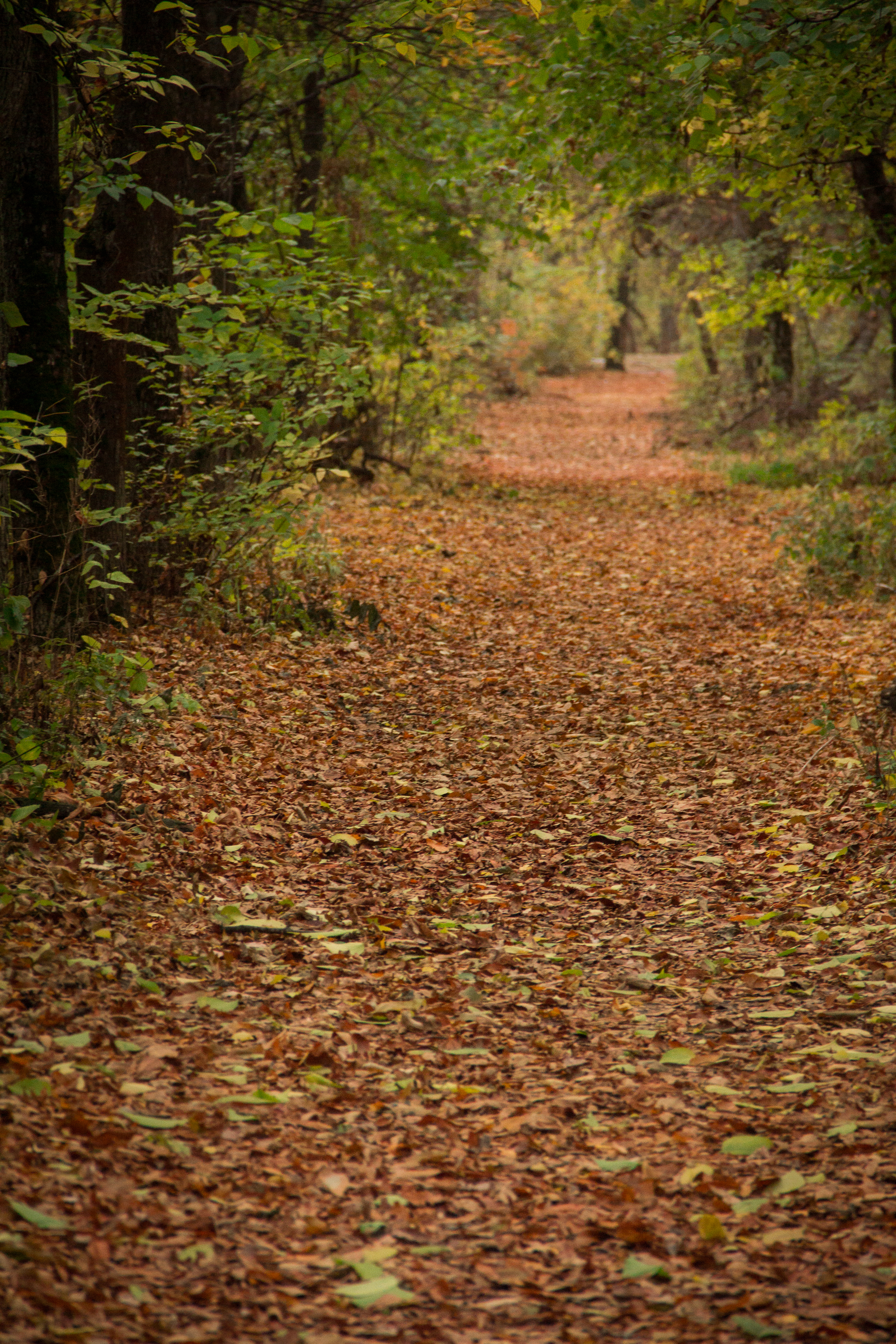